# O Clarim (Macau)
O Clarim (em chinês: 號角報) é um semanário trilingue de orientação católica a operar activamente em Macau, uma cidade localizada no sul da República Popular da China. Com edições digitais e em papel nas línguas portuguesa, inglesa e chinesa, este semanário é propriedade da Diocese de Macau. Fundado em 1948, é actualmente o jornal de língua portuguesa mais antigo de Macau ainda em circulação regular. 

## Missão e valores
O Clarim foi fundada como jornal de língua portuguesa em Macau, no mês de Maio de 1948, para noticiar, analisar e comentar os diversos acontecimentos da Igreja Católica e da sociedade em geral, com maior enfoque para os acontecimentos vividos em Macau e em Portugal. Também pretende ser uma voz e ferramenta de comunicação social da Igreja Católica em Macau, através, por exemplo, da divulgação e promoção de diversas actividades locais incentivadas e/ou desenvolvidas por ela, nomeadamente as de carácter pastoral, educacional e assistencial. Além de temas religiosos e espirituais, o jornal aborda, sempre à luz de uma perspectiva cristã, variados temas relacionados com o ser humano, em toda a sua globalidade, e o seu viver em sociedade.
Este jornal, além de ser noticioso, procura também ser uma importante ferramenta de formação, principalmente a nível social, cultural e religioso, através da defesa dos valores católicos e do pensamento cristão. Sempre com o objectivo de contribuir para a elevação e dignificação do ser humano, a acção do jornal deve ser compreendida como uma parte integrante do grande plano de acção social da Igreja Católica, norteado pela Doutrina Social da Igreja.
Sob a direcção do padre fiipino José Mário Mandía (2014-2022), O Clarim tornou-se num jornal trilingue, com edições semanais nas línguas portuguesa, inglesa e chinesa. Com esta reforma, o semanário quis servir melhor a multicultural população católica de Macau, que é essencialmente constituída por chineses, lusófonos (portugueses europeus, macaenses, angolanos, brasileiros, etc.) e anglófonos (maioritariamente filipinos).

## História
Durante a Segunda Guerra Mundial (1939-1945), Macau, embora não estivesse ocupado pelo Império Japonês, estava completamente isolado do Mundo, com as suas vizinhanças ocupadas por esta temível potência beligerante. A população da cidade, principalmente os jovens, estava desinformada, incerta e perturbada com o futuro de Macau e da região circundante. Estava especialmente amedontrada pelos horrores cometidos pelos exércitos nipónicos por todo o Sudeste Asiático.
Foi neste ambiente atribulado de incertezas e de angústias que, em Junho de 1943, o então jovem padre Manuel Teixeira publicou uma pequena revista baptizada com o nome de Clarim. Esta revista, devido aos temas tratados, foi ganhando prestígio e importância.
Esta revista teve uma vida curta, mas tornou-se na semente de um jornal que iria surgir cinco anos mais tarde.
O jornal só apareceu quando um grupo de jovens católicos (composto por José Patrício Guterres, Herculano Estorninho, José Silveira Machado, Abílio Rosa, Gastão de Barros, José de Carvalho e Rêgo, Rui da Graça Andrade e Rolando das Chagas Alves) apresentou aos padres Fernando Leal Maciel e Júlio Augusto Massa a ideia de publicarem um jornal. Os também jovens padres apoiaram esta proposta e acharam-na uma boa, mas ousada ideia, devido às inúmeras dificuldades que os jovens iriam encontrar, sobretudo as dificuldades financeiras. Estas últimas foram ultrapassadas com a decisão do então Bispo de Macau, D. João de Deus Ramalho, em financiar a impressão e as despesas do jornal.
Assegurado o financiamento, os jovens, que concordaram em colaborar no jornal nas horas que lhes sobravam dos seus afazeres profissionais, iniciaram contactos e diligências respeitantes à parte técnica e tipográfica.
No dia 2 de Maio de 1948, o semanário O Clarim, com 8 páginas, suplemento da revista com o mesmo nome, foi posto a circular, sob o lema «Por Deus, pela Pátria», e com um cabeçalho desenhado pelo pintor russo, George Smirnoff, que naquela altura vivia em Macau.
Em 27 de Julho de 1955, o jornal passou a bissemanário. Em Maio de 1983 o número de páginas passou para 16, em Dezembro de 1989 para 20, e em Dezembro de 1990 para 24. Nestas 24 páginas, a partir de 1 de Junho de 2001, 4 são a cores, simbolizando a melhoria da qualidade do jornal a nível de impressão. No dia 6 de Outubro de 2006, O Clarim lançou o seu portal digital na Internet.
Em 2014, fruto de reformas, O Clarim passou a disponibilizar também edições semanais em língua inglesa (em Abril) e em língua chinesa (em Junho), nos formatos digital (online) e em papel. Desde então, tornou-se num semanário trilingue.
A partir de Maio de 2025 passou a ter uma edição totalmente a cores.

## Lista dos directores d'O Clarim
- Pe. Dr. Fernando H. L. Maciel – De 2 de maio de 1948 a 4 de junho de 1948
- Pe. Júlio Augusto Massa – De 11 de julho de 1948 a 14 de novembro de 1948
- Pe. Áureo da Costa Nunes e Castro – De 21 de novembro de 1948 a 24 de abril de 1949 (Director interino)
- Pe. Dr. Fernando H. L. Maciel – de 1 de maio de 1949 a 30 de abril de 1959
- Pe. José Barcelos Mendes – De 3 de maio de 1959 a 1 de março de 1962
- Pe. Artur Augusto Neves – De 4 de março de 1962 a 4 de agosto de 1966
- Pe. José Barcelos Mendes – De 11 de agosto de 1966 a 18 de abril de 1971
- Pe. Alfredo Tavares – De 22 de abril de 1971 a 4 de maio de 1972
- Pe. Ramiro Marta – De 7 de maio de 1972 a 2 de agosto de 1973
- Pe. Américo Casado – De 5 de agosto de 1973 a 12 de outubro de 1975
- Pe. José Barcelos Mendes – De 16 de outubro de 1975 a 19 de fevereiro de 1978
- Pe. José Coelho Matias – De 23 de fevereiro de 1978 a 30 de dezembro de 1979
- António Augusto da Canhota – De 3 de janeiro de 1980 a 4 de junho de 1981
- Tomás Rosa Pereira – De 7 de junho de 1981 a 3 de janeiro de 1982
- António Augusto da Canhota – De 7 de janeiro de 1982 a 11 de março de 1982
- Tomás Rosa Pereira – De 14 de março de 1982 a 3 de abril de 1983
- Pe. Manuel F. Moreira – De 13 de junho de 1983 a 5 de julho de 1985
- Pe. Albino Bento Pais – De 1 de julho de 1985, até 16 de abril de 2014
- Pe. José Mário Mandía - De 16 de abril de 2014, até 1 de maio de 2022
- Pe. Eduardo Agüero, SCJ - De 1 de maio de 2022, até ao presente momento.